# Clichy-sous-Bois
Clichy-sous-Bois település Franciaországban, Seine-Saint-Denis megyében. Lakosainak száma 29 551 fő (2022. január 1.). Clichy-sous-Bois Livry-Gargan, Gagny, Coubron, Montfermeil és Le Raincy községekkel határos.

## Népesség
A település népességének változása:
| Lakosok száma | 30 725 | 30 082 | 29 978 | 29 348 | 28 992 | 28 782 | 29 568 | 29 735 | 29 551 |
|               | 2013   | 2015   | 2016   | 2017   | 2018   | 2019   | 2020   | 2021   | 2022   |